# 29. Waffen-Grenadier-Division der SS (italienische Nr. 1)
La 29. Waffen-Grenadier-Division der SS (italienische Nr. 1) anche Legione SS Italiana fu la seconda unità delle Waffen-SS a portare il numero 29, per trasformazione di unità di rango minore il cui primo nucleo risale al novembre 1943, la Waffen-Grenadier-Brigade der SS (italienische Nr. 1). La divisione, formata prevalentemente da volontari italiani, era anche chiamata "Italia". 
Su questa formazione il miglior testo disponibile è quello di Ricciotti Lazzero dal titolo "Le SS italiane: Storia dei 20.000 che giurarono fedeltà a Hitler" edito nel 1982 a Milano dalla Rizzoli, pubblicazione (come gli altri tre volumi a firma dello stesso autore) frutto di una ricerca condotta con il metodo della storiografia comparata. In un altro testo, sia pure inficiato dalle notorie prese di posizione politica del suo autore, ovvero "Gli ultimi in grigioverde: storia delle Forze Armate della Repubblica Sociale Italiana, 1943-1945" di Giorgio Pisanò, vi è un altro congruo riferimento alla 29. Waffen-Grenadier-Division der SS.

## Storia

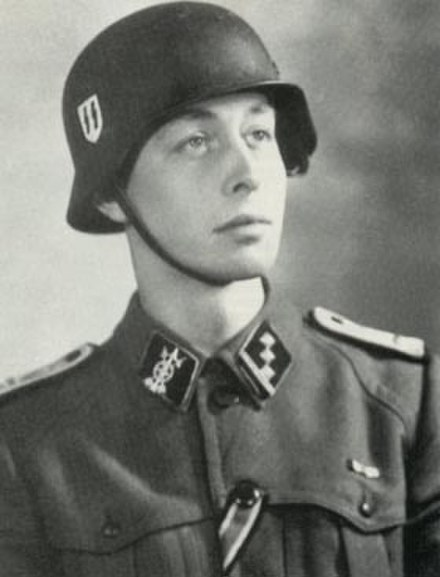
Pio Filippani Ronconi in uniforme delle Waffen-SS. Indossa le mostrine del 1º battaglione delle "Waffen-Grenadier-Brigade der SS (italienische Nr. 1)."

La 29. Waffen-Grenadier-Division der SS nasce ufficialmente come divisione nel settembre del 1944, seconda unità SS a portare il numero 29. La prima era stata la Waffen-Grenadier-Division der SS (russische Nr. 1), formata da volontari russi dell'unità Waffen Sturm Brigate RONA, comandata dal famigerato Bronislav Kaminskij. Questa divisione derivava dalla prima formazione russa che aveva combattuto per i tedeschi ed ebbe una pessima reputazione, tra le peggiori che un'unità SS potesse avere. Fu disciolta prima che la sua formazione definitiva fosse portata a compimento.

### Italienische Waffenverbände der SS
Il 18 settembre 1943, con la nascita di un nuovo Stato italiano fascista (Repubblica Sociale Italiana) dopo l'armistizio di Cassibile, nei territori non ancora occupati dagli Alleati, il problema della formazione di nuove unità combattenti si fece subito sentire. Così, Heinrich Himmler ordinò di radunare tutti i militari italiani che volessero ancora continuare a combattere; il 24 settembre essi vennero inquadrati nella Italienische Waffenverbände der SS, ("Legione SS Italiana") unità affiliata alle Waffen SS. La sua funzione era quella di raggruppare, organizzare e addestrare tutti gli italiani che intendevano continuare a stare al fianco della Germania. Ufficiali di grande esperienza e veterani di molti fronti furono chiamati da altre unità delle Waffen SS. Il colonnello Franz Binz prese il comando della prima unità divisionale italiana "caccia panzer".

#### Waffen Miliz
Mussolini, nei colloqui con Hitler, chiese la formazione di due divisioni di volontari italiani da inquadrare nelle Waffen SS e da utilizzare al fronte contro gli Alleati. Il 2 ottobre 1943 Himmler emise un ordine speciale per la formazione delle prime unità di milizia italiana, dove vennero in parte accolte le richieste del Duce: prima della formazione della prima divisione, si sarebbero dovuti formare dei battaglioni, da usare subito nella lotta contro i partigiani nel nord Italia; pacificata l'area, i battaglioni sarebbero stati trasferiti nuovamente ai campi di addestramento per formare i primi reggimenti. Dopo il loro impiego sul fronte italiano, si sarebbe formata la prima divisione da impegnare contro gli alleati.
La seconda divisione avrebbe dovuto vedere la luce un anno dopo. Himmler stabilì che i volontari della milizia avrebbero portato l'uniforme italiana, con le spalline e i gradi delle SS su fondo rosso (invece del normale nero). Nel frattempo, le forze alleate occuparono quasi completamente tutto il sud Italia, comprese le isole. Venne subito avviata una vasta campagna di propaganda per arruolare il maggior numero di volontari possibile, tenendo anche conto che nello stesso periodo si stava discutendo circa la nascita di un nuovo esercito per la Repubblica Sociale Italiana. Il 9 ottobre 1943, al campo di Münsingen, erano già presenti circa 13 000 volontari e di lì a poco sarebbero arrivati a circa 15 000. Essi erano vari nuclei di volontari provenienti da cinque località:
- Italia: dopo l'armistizio, i volontari italiani reclutati dalla Italienische Waffenverbande der SS giunsero a Münsingen; erano circa 13 000.
- Trieste: la città fa eccezione a sé con il suo entroterra, in qualità di capitale dell'Operationszone Adriatisches Küstenland, (fino al 1918 Küstenland sotto l'Impero austro-ungarico) i volontari di Trieste incorporati già dal 10 luglio 1942 nella specifica di lingua tedesca 24. Waffen-Gebirgs-Division der SS "Karstjäger" assieme ai volontari di lingua slovena.

Il console Paolo De Maria al comando dell'89ª Legione Camicie Nere di stanza a Spalato

- Croazia: da Spalato, qui era stanziata l'89ª Legione CC.NN. d'assalto "Etrusca" di Volterra agli ordini del console della Milizia Paolo De Maria. La legione comprendeva circa 1 000 uomini ripartiti in due battaglioni e una compagnia di mitraglieri. L'8 settembre la legione si trovava a Dernis, lungo la costa dalmata, aggregata tatticamente alla 15ª Divisione fanteria "Bergamo". Il 9 settembre giunse dal comando della "Bergamo" l'ordine di ripiegare su Sebenico e di resistere a eventuali attacchi da parte dei tedeschi. Nell'area c'erano i reparti della 7. SS "Prinz Eugen" e della 11. Gebirgs-Jäger-Division (entrambe divisioni da montagna). Dopo aver discusso con i suoi uomini sul da farsi, De Maria decise di passare con tutta la legione al fianco dei tedeschi. Nella stessa giornata del 9 settembre trattò i termini del trasferimento del suo reparto nelle forze armate tedesche. La legione passò ufficialmente alle dipendenze della 114. Jäger-Division. Ai miliziani si accodarono anche altri gruppi e reparti italiani della "Bergamo" e di altre unità presenti nell'area, portando a circa 2.900 il numero di uomini che scelsero volontariamente di continuare la guerra al fianco dei tedeschi. Vennero tutti inquadrati in una Polizei-Freiwilligen-Verbände ("Truppa volontaria di polizia") della Ordnungspolizei tedesca, agli ordini dell'Oberst De Maria. Gli uomini continuarono a indossare le loro vecchie uniformi, con una fascia bianca sulla manica sinistra della giubba con la scritta Ordnungspolizei. Nell'attesa di poter fare ritorno in Italia e combattere contro gli Alleati, il reparto continuò a essere impegnato come forza di sicurezza contro le formazioni partigiane. Il 27 settembre i reparti del Miliz Regiment De Maria mossero da Dernis (usando treni e camion) verso Tenin. Successivamente giunsero a Bihać e da qui arrivarono a Belgrado. Dal capoluogo serbo, i reparti, per una serie di errati ordini di marcia, finirono prima in Austria e poi a Berlino, dove giunsero il 5 ottobre. Qui, malgrado le proteste degli italiani, i membri del reggimento furono trasferiti in un campo di prigionia, dove vennero schedati e sistemati alla meglio. Il 15 ottobre il Miliz Regiment De Maria partì alla volta di Münsingen, dove giunse due giorni dopo. Causa il sovraffollamento del campo, i circa 2 000 membri del reparto furono alloggiati in un campo vicino. Il reparto giunse in Italia nel novembre del 1943.
- Polonia: da Dębica vicino a Cracovia, dove era situato l'SS-Truppen-Übungsplatz Heidelager, una scuola speciale destinata alle SS tedesche. Qui gli uomini subirono un duro addestramento. Per questo essi ebbero il diritto di usare le mostrine nere da SS. Dopo l'addestramento, giunsero in Italia sotto il comando del maggiore Guido Fortunato. Il battaglione venne chiamato "Debica", prendendo il nome dalla città polacca in cui precedentemente si trovava.
- Grecia: da Prevesa, qui era stanziato il 19º Battaglione Camicie Nere "Fedelissimo" della 27ª Legione Camicie Nere. All'inizio di settembre il battaglione era alle dipendenze della 33ª Divisione di fanteria "Acqui". Il comandante, il primo seniore della Milizia Gilberto Fabris, alla notizia dell'armistizio radunò i suoi uomini per comunicare la sua volontà di continuare la lotta al fianco dei tedeschi. Il reparto seguì al completo la sua scelta. Nell'area agiva la 1.Gebirgs-Division (fanteria da montagna), essa venne subito dopo contattata da Fabris per decidere le sorti del suo reparto. Il battaglione, trasformato per l'occasione in Bataillon "Fabris", venne trasferito alle dipendenze del Gebirgsjäger-Regiment 98 e impegnato lungo la costa come forza di sicurezza contro le bande partigiane e in funzione antisbarco. Il reparto restò alle dipendenze della divisione da montagna tedesca fino all'inizio di novembre, quando iniziò il trasferimento in Italia nella Waffen Miliz, conclusosi solo il 1º dicembre. Il reparto divenne l'XI Battaglione della Waffen Miliz.

A capo dell'unità di formazione e addestramento venne posto il Brigadeführer Peter Hansen (comandante di brigata). Per motivi di salute venne sostituito temporaneamente dal Standartenführer Gustav Lombard (comandante di reggimento). Come comandante superiore dell'unità d'assalto venne designato l'Obersturmbannführer Eugen von Elfenau. Per l'identificazione di questi primi reparti venne scelto il nome di Waffen Miliz (milizia armata), l'unità combattente della "Italienische Waffenverbände der SS" (Legione SS Italiana). Una volta terminato l'addestramento, i volontari giurarono fedeltà a Hitler e tornarono in Italia a novembre, dove furono messi sotto il comando Karl Wolff (comandante delle SS e della polizia in Italia) e Peter Hansen, il primo comandante della Waffen Miliz.

### 1. Sturmbrigade der Italienische Freiwilligen Legionen

Legionari delle SS italiane in esercitazione con un mortaio da 81 nell'estate 1944

Nel gennaio del 1944 la Legione venne mandata in Italia a Biella, dove ebbe un secondo addestramento. Alla fine della formazione, nel febbraio 1944, nell'ambito di una riorganizzazione decisa dall'Obergruppenfuhrer Karl Wolff, la Italienische Waffenverbände der SS fu trasformata in brigata d'assalto e designata come 1. Sturmbrigade der Italienische Freiwilligen Legionen. I soldati mantennero solitamente la vecchia divisa del Regio Esercito, a cui aggiunsero le doppie rune delle SS su sfondo rosso invece che nero (era nero solo per i soldati del battaglione Debica e dei volontari che combattevano in prima linea).
Nel marzo del 1944 il battaglione "Vendetta", facente parte del reggimento comandato del tenente colonnello Carlo Federico Degli Oddi, fu schierato a Nettuno. Il reggimento combatté duramente contro gli Alleati durante lo sbarco, tenendo un fronte di oltre 4 km per 70 giorni e infliggendo ingenti perdite agli Anglo-Americani. Nel corso degli scontri 340 dei 650 volontari delle SS persero la vita. Ai legionari italiani, per il notevole valore dimostrato, fu permesso dall'alto comando tedesco di fregiarsi delle rune SS sul classico sfondo nero, il che li integrò ufficialmente nelle Waffen-SS; il legionario Pio Filippani Ronconi, nel dopoguerra noto iranista e indologo, ottenne la Croce di Ferro per la battaglia alla testa di ponte di Anzio.

### Waffen Grenadier Brigade der SS(italienische Nr. 1)
Dopo questa campagna sulla linea Anzio e Nettuno, le SS tornano in operazioni di repressione antipartigiana in tutta la Repubblica Sociale Italiana. Nel luglio 1944, le SS italiane presero parte anche alla difesa della linea Gotica. Il 7 settembre 1944 la divisione fu rinominata Waffen Grenadier Brigade der SS (italienische Nr. 1) e il 23 dello stesso mese il battaglione comandato da Degli Oddi, nel frattempo rientrato dal fronte di Nettuno, fu decorato con la medaglia d'argento al valor militare (il battaglione "Vendetta" venne rinominato in "Nettuno" dal nome della zona in cui operò coraggiosamente). Nel dicembre del 1944, quando gli alleati arrivarono a pochi chilometri dalla Pianura Padana si attuò un'operazione di "pulizia" delle retrovie, per mantenere intatte le vie di comunicazione. A questa missione presero parte il battaglione "Debica" e il battaglione "Nettuno" (quest'ultimo aveva partecipato alla difesa di Roma sul fronte Anzio-Nettuno). I due battaglioni si fusero formando il gruppo di combattimento Binz, dal nome del comandante Franz Binz. Il battaglione si stabilì nel piacentino dove effettuò operazioni di contrasto alle attività partigiane .

### 29. Waffen-Grenadier Division der SS(italienische Nr. 1)
Nel marzo del 1945 la brigata si trasformò ufficialmente nella 29. Waffen-Grenadier Division der SS (italienische Nr.1). Il 25 aprile, in seguito allo sfondamento della linea del fronte da parte degli americani, il colonnello Binz dispose il ripiegamento che si svolse a stretto contatto con il nemico. I soldati si ritirarono nel Lodigiano finché non raggiunsero Gorgonzola; qui, completamente circondata da carri armati statunitensi, la divisione si arrese.

## Altri arruolamenti
Dopo l'armistizio i militari italiani che volevano continuare a combattere al fianco dei militari tedeschi vennero inquadrati nella "Italienische Waffenverbande der SS", unità affiliata alle Waffen SS, la gran parte dei soldati fu assegnata a questo corpo, ma altri fecero parte di altre divisioni tedesche:
- Waffen SS: non come unità affiliate, ma come "SS" vere e proprie. Queste unità poterono utilizzare le mostrine "SS", a differenza dei componenti della "Italienische Waffenverbande der SS". Numerosi italiani diventarono, infatti, parte delle:
  - 1. SS Division "LAH"
  - 4. SS Division "Polizei"
  - 7. SS Division "Prinz Eugen"
  - 10. SS Division "Frundsberg"
  - 11. SS Division "Nordland"
  - 16. SS Division "Reichsführer"
  - 17. SS Division "Götz von Berlichingen"
  - 24. SS Division "Karstjäger"
  - 28. SS Division "Wallonien"
  - 29. Waffen SS-Freiwilligen-Grenadier Division
- Polizia tedesca: in Alto Adige iniziarono subito arruolamenti di volontari nelle forze di polizia soprattutto tra la popolazione di lingua tedesca. Essi vennero inquadrati nei:
  - SS-Polizei-Regiment "Bozen"
  - SS-Polizei-Regiment "Alpenvorland"
  - SS-Polizei-Regiment "Brixen"
  - SS-Polizei-Regiment "Schlanders"

## Comandanti
| Grado               | Nome                        | Inizio          | Fine              |
| SS-Brigadeführer    | Pietro Mannelli             | (settembre 1944 | settembre 1944)   |
| SS-Brigadeführer    | Peter Hansen                | (settembre 1944 | ottobre 1944)     |
| SS-Brigadeführer    | Gustav Lombard              | (ottobre 1944   | novembre 1944)    |
| SS-Standartenführer | Constantin Heldmann         | (novembre 1944  | 10 febbraio 1945) |
| SS-Standartenführer | Domenik Luserne von Staufen | (febbraio 1945  | 9 maggio 1945)    |

## Ordine di battaglia
- Quartier generale
- Compagnia amministrazione
- Compagnia rifornimenti
- Compagnia collegamenti
- Battaglione ufficiali
- Compagnia sanità
- Compagnia veterinari
- Waffen-Grenadier-Regiment SS 81
  - I. Waffen-Grenadier Bataillon
  - II. Waffen-Grenadier Bataillon "Nettuno" (ex "Vendetta")
  - III. Waffen-Grenadier Bataillon
- Waffen-Grenadier-Regiment SS 82
  - I. Waffen-Grenadier Bataillon
  - II. Waffen-Grenadier Bataillon
  - III. Waffen-Grenadier Bataillon
- Waffen-Artillerie-Regiment SS 29
  - I. Artillerie Bataillon
  - II. Artillerie Bataillon
- Füsilier-Bataillon 29 "Debica"
- Panzerjäger Bataillon 29
- SS-Pionier-Kompanie 29
- SS-Nachrichten-Kompanie 29